# Mercurius Politicus

Mercurius Politicus est un hebdomadaire publié du mois de juin 1650 jusqu'à la Restauration anglaise en mai 1660. Sous la direction éditoriale de Marchamont Needham, il soutient les gouvernements républicains. De 1655 jusqu'en 1659, il possède le monopole de publication d'informations.

## Histoire
Mercurius Politicus est l'entreprise la plus importante de Marchmont Nedham, publication qu'il utilise comme plateforme pour le régime du Commonwealth d'Angleterre. (Nedham avait reçu du gouvernement une somme de 50 £ en mai 1650, probablement pour financer cette initiative). Ce troisième hebdomadaire de Nedham commence en 1650 sur une note légère : « Pourquoi le Commonwealth n'aurait-il pas un fou comme en a le roi ? » — mais se positionne bientôt dans une veine plus grave comme voix du mouvement républicain de l'époque. Il appuie le parti du Commonwealth sur des arguments similaires à ceux de Thomas Hobbes : que « l'épée est, et a toujours été, le fondement de tous les titres de gouvernement » et qu'il est peu probable que les adversaires du Commonwealth réussissent jamais dans leurs desseins. La publication du Politicus se poursuit pendant la décennie qui suit, celle de la fin de la période du Commonwealth, sous différents titres  comme Public Intelligence ou Public Intelligencer. En 1655, le Lord Protecteur Oliver Cromwell récompense Nedham avec un poste officiel, de telle sorte que Nedham est alors perçu comme un porte-parole du régime.
On y trouve en 1660 la première publicité (pour un dentifrice).